# Батангас
Бата́нгас (Lungsod Batangas) — портовый город в провинции Батангас на Филиппинах. Согласно последней переписи, население его составляет 295231 человек и 50223 домовладений. Статус города - с 23 июля 1969 года.
Город является административным центром и крупнейшем городом провинции Батангас. Батангас — важный морской порт и центр торговли провинции, которая является сахаропроизводящим регионом. В городе производят шёлк, хлопковые ткани и кокосовое масло. Также в нём расположены завод знаменитого филиппинского пива San Migueiie и завод джипни[уточнить]. В получасе езды от Батангаса расположен самый маленький в мире действующий вулкан Тааль. Пирс города Батангас является одним из ключевых морских узлов, связывающих паромным сообщением Лусон с другими островами Филиппинского архипелага - Миндоро, Палаван и др.
Батангас является главным региональным, религиозным, коммерческим, промышленным и образовательный центром провинции Батангас.

## Города-побратимы
- Рио-де-Жанейро, Бразилия
- Кёльн, Германия
- Гвадалахара, Мексика
- Барселона, Испания